# Thỏ tai cụp Mỹ

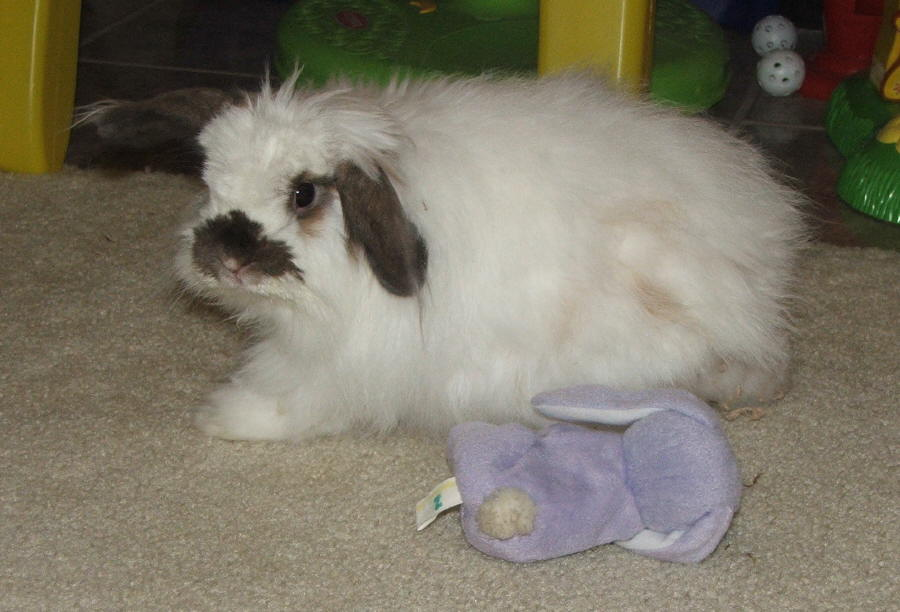
Một con thỏ tai cụp Mỹ

Thỏ tai cụp Mỹ (American Fuzzy Lop) là một giống thỏ nhà thuộc nhóm thỏ tai cụp được công nhận bởi Hiệp hội American Rabbit Breeders (ARBA). Nó tương tự như hình dáng của một con thỏ tai cụp Hà Lan (Holland Lop). Tuy nhiên, các con thỏ Fuzzy Lop Mỹ là một giống lông xù và có thể cho len tương tự như các giống thỏ Angora mặc dù len nó sẽ là của một loạt ngắn. 

## Đặc điểm
American Fuzzy Lop giống với Holland Lop với ngoại lệ của len của nó. Lop Fuzzy Mỹ nặng 3-4 lbs, con trưởng thành với trọng lượng ưa thích ở mức 3,5 lbs và hiện là 3,75 lbs. Chúng có một cơ thể rất nhỏ gọn, xuất hiện rất cơ bắp. Hầu hết các màu sắc ARBA công nhận. Đôi tai của Fuzzy Lop Mỹ không đứng thẳng, mà là cụp xuống dọc theo bên của khuôn mặt. Chúng có một mõm ngắn và phẳng tương tự như của một con mèo
Chúng là một giống thỏ vui tươi, giống thỏ có tập tính động vật xã hội hoạt động với rất nhiều tính cách. Chúng thích gây sự chú ý của chủ sở hữu, cũng như sự đồng hành của những bạn thỏ khác. Chúng không thích có đồ chơi như một quả bóng nhựa, nón thông, mảnh gỗ mềm, sock nhồi bông, hoặc một chiếc găng tay cũ. 

## Lịch sử
Nền tảng của Lop Fuzzy Mỹ được đan xen với lịch sử của giống thỏ tai cụp Hà Lan Lop. Khi lần đầu tiên được giới thiệu, thỏ Holland Lop là chỉ có sẵn trong các màu sắc đậm, và một số nhà lai tạo muốn thêm mẫu bị phá vỡ để các gen Holland Lop. Để làm được điều này, họ nuôi Hà Lan của họ để lai với thỏ Anh. Trong khi họ đạt được mục tiêu sản xuất thỏ mô hình bị hỏng, họ thất bại trong việc giữ cho lông không xoắn mà giống thỏ Holland phải có.
Các nhà nhân giống thì giống Hà Lan Lops đến giống Pháp Angora, một giống có bộ lông rollback rất nhẹ nhàng. Kết quả của những thao tác là các gen len cũng đã được du nhập vào gen Holland Lop và Hà Lan với len dài thỉnh thoảng tìm thấy ở các lứa thỏ tai cụp Hà Lan Lop. Các mẫu này thường được bán cho những người đam mê hoặc với một thỏ lop tai nhỏ cho len.
Các nhà tiên phong American Fuzzy Lop các nhà lai tạo, bao gồm Patty Greene-Karl và Gary Fellers của bờ biển phía Đông và Kim Landry và Margaret Miller của West Coast, ghi nhận sự năng tiếp thị. Patty Greene-Karl được cho là có nhận ra rằng gen "mờ" là lặn, do đó việc phối Holland Lops mang gen này dẫn đến một tỷ lệ phần trăm nhất định của con cái (về mặt lý thuyết 25%) với len. Patty quyết định phát triển những con thỏ là giống mới, đặt tên là Fuzzy Lop Mỹ. Sau khi làm việc cho bốn năm về sự phát triển của fuzzies, cô trình bày thỏ cô đến ARBA cho buổi chiếu đầu tiên của giống mới tại Hội nghị ARBA 1985 tại Houston, Texas.
Ba tiêu chuẩn riêng cho chúng đã nhận được từ ba cá thể khác nhau. Các tiêu chuẩn ban đầu được gọi là cho một trọng lượng tối đa là 4 ¾ lb với trọng lượng lý tưởng của 3 ¾ lb, một con thỏ được thiết kế để có các loại cơ thể, tai linh động, và kích thước của một Holland Lop. Tại hội nghị ARBA 1986 tại Columbus, Ohio, Lop Fuzzy Mỹ đã được trình bày cho mẫu thứ hai của mình, và một lần nữa trôi qua.
Tại mẫu thứ ba của mình tại Hội nghị ARBA 1987 ở Portland, Oregon, Uỷ ban Tiêu chuẩn ARBA không chấp nhận giống chó này. Họ nói thiếu sự đồng bộ từ một động vật khác. Một tiêu chuẩn mới đã được viết bởi Jeff Hardin theo yêu cầu của Patty, được chấp nhận, một trọng lượng tối đa là 4 pounds, và một trọng lượng lý tưởng của 3½ lb năm 1988.